# Шанхайський міжнародний кінофестиваль
Шанхайський міжнародний кінофестиваль (кит.: 上海国际电影节, англ. Shanghai International Film Festival) — найбільший китайський кінофестиваль, який щорічно проводиться в місті Шанхай.
Фестиваль було засновано 1993 року. Тоді ж його було акредитовано Міжнародною федерацією асоціацій кінопродюсерів. Разом із Токійським міжнародним кінофестивалем ШМКФ є одним із найбільших кінофестивалів Азії.

## Історія
ШМКФ було організовано Шанхайським міським управлінням культури, радіо, кіно та телебачення та Шанхайською групою медіа та розваг. Перший кінофестиваль проходив в період з 7 по 14 жовтня 1993 року, а далі проводився раз на два роки до 2001 року. У 2003 році фестиваль не відбувся через спалах атипової пневмонії. Починаючи з 2004 року кінофестиваль проводився щорічно.

## Програми
В умовах глобалізації кіноіндустрія Китаю росте швидкими темпами. ШМКФ присвячує себе створенню міжнародної платформи з чотирма основними програмами, включаючи основний конкурс, Ринок ШМКФ, Форум ШМКФ і Міжнародну панораму фільмів, покладаючи зусилля зі сприяння розвитку галузі та розширення співпраці з рештою світу.

## Нагороди
Регламентом фестивалю передбачено 10 регулярних нагород у конкурсній програмі.
Список номінацій на нагороду «Золотий кубок»:
- Нагорода за найкращий фільм (нагорода вручається продюсерові фільму)
- Ґран-прі журі
- Нагорода найкращому режисерові
- Нагорода найкращій акторці
- Нагорода найкращому акторові
- Нагорода за найкращий сценарій
- Нагорода за найкращу операторську роботу (нагорода вручається операторові-постановнику фільму)
- Нагорода за найкращу музику (нагорода вручається композиторові фільму)

Список номінацій на премію «Азійський новий талант»:
- Премія «Азійський новий талант» за найкращий фільм
- Премія «Азійський новий талант» найкращому режисерові

Премія «Азійський новий талант» спрямована на пошук нових кіноталантів Азії, заохочення творчого та експериментального духу й просування нової крові з Азії в світ.